# آتش‌سوزی

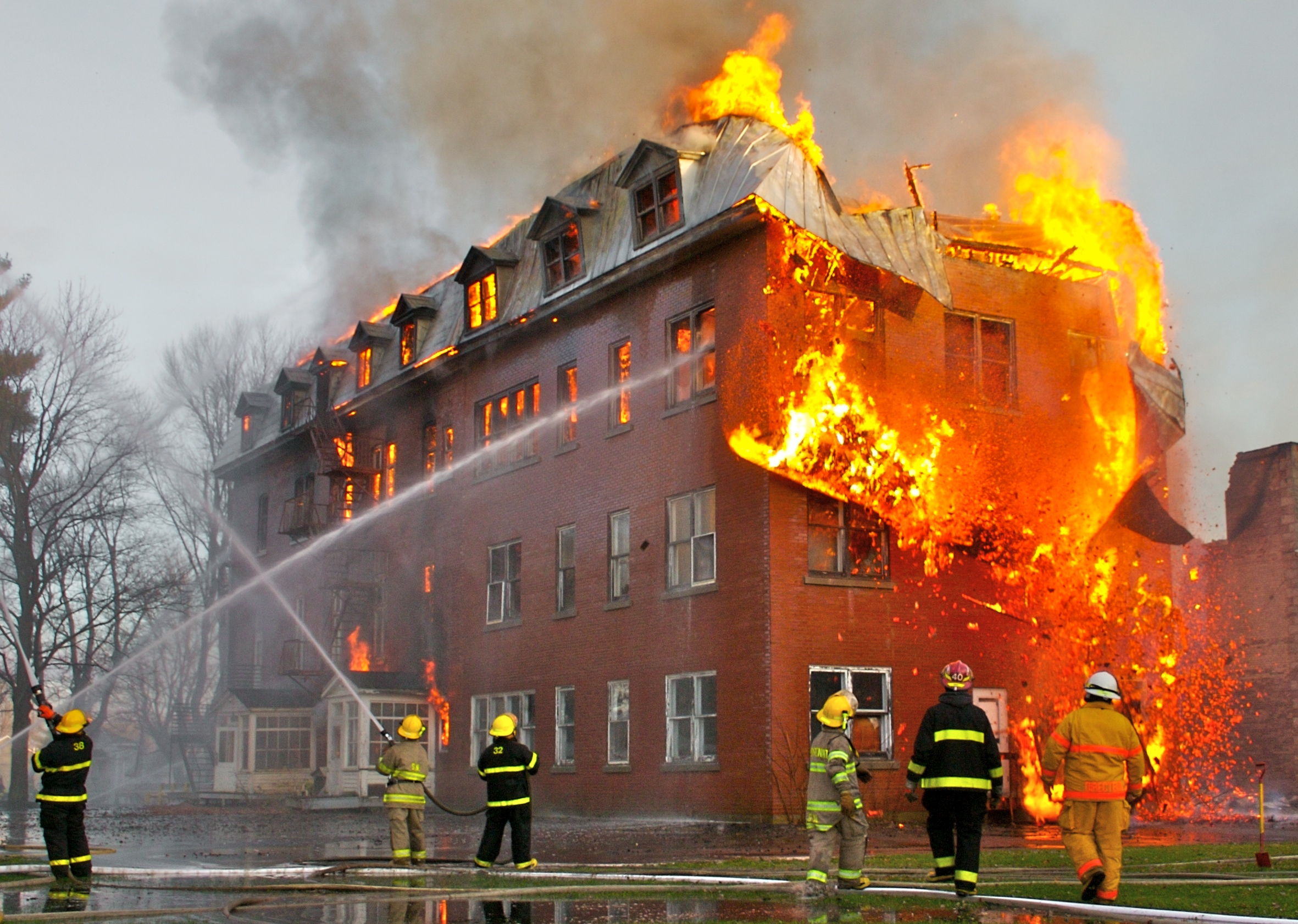
خانه‌ای در آتش

آتش‌سوزی یا حریق حریق که ریشه عربی دارد به معنی آتش سوزی، سوختن، زبانه آتش، شعله آتش، آتش سوز و آتش سوزان است.
یکی از قدیمی‌ترین بلایایی است که می‌تواند در زمانی کوتاه، دارایی و سلامتی افراد را به خطر اندازد. بنا به تعریف حریق عبارتست از سوختن مواد سوختنی یا آتشی ناخواسته و در لحظه وقوع از کنترل خارج شده که معمولاً با دود و حرارت و نور توأم است. آتش‌سوزی عبارت از آتشی است که از یک منبع حرارتی در لحظه وقوع کنترل ناپذیر (حادثه) سرچشمه گرفته، یا منبع حرارتی معین کنترل شده‌ای را ترک کرده و با نیروی حرارتی خود گسترش و توسعه یافته باشد.

## انواع آتش‌سوزی

### آتش کامل
آتش‌سوزی بر اساس نوع سرچشمه و نوع مواد سوختی به پنج گروه (بر اساس استاندارد آمریکا NFPA) و شش گروه (بر اساس استاندارد انگلستان BS) تقسیم می‌گردد.
- گروه A

شامل حریق مواد خشک (مواد جامدی که پس از سوختن خاکستر دارند) مانند چوب، کاغذ، پارچه، و موارد مشابه است.
- گروه B

شامل حریق مواد مایع مانند نفت، بنزین، الکل، گازوئیل و سایر سوختهای مایع است.
- گروه C

شامل حریق‌هایی که الکتریسیته به عنوان عامل بوجود آورنده در آن‌ها دخیل بوده یا تحت اثر الکتریسیته قرار دارد. این حریق خود می‌تواند حریق‌هایی از انواع دیگر را به وجود آورد.
- گروه D

شامل حریق فلزات قابل اشتعال نظیر سدیم، پتاسیم، منیزیم و ... است.
- گروه K

شامل حریق های آشپزخانه ای نظیر روغن های آشپزی و ... می باشد. (بر اساس استاندارد آمریکا)
این دسته‌بندی در استاندارد اروپایی دارای یک تفاوت اساسی است، آنهم جدا کردن مایعات از گازهای اشتعال‌پذیر می‌باشد. به این ترتیب در استاندارد اروپایی کلاس A و B مشابه استاندارد آمریکایی بوده و استاندارد C مربوط به گازهای اشتعال پذیر می‌شود. در این صورت کلاس حریق الکتریکی E نامگذاری شد. کلاس فلزات آتش گیر D نیز یکسان بوده و کلاسk در استانداردهای اروپایی F نامیده می‌شود.

### نیم‌سوز شدن
- سوختن به شکل «نیم‌سوز» شدن (آذرکافت)، زغال شدن، خاکستر شدن که همگی در «شعله‌ور نشدن آتش» وجه مشترک دارند در بسیاری کشورها از دید قانونی و طبق تعریف علمی آن آتش‌سوزی محسوب نمی‌شوند. به عنوان مثال بخشی از آتش‌سوزی‌های دارای منشأ جریان برق (مثلاً اتصالی سیم‌ها)، بخصوص سوختن خودرو، رایانه، ترانسفورماتور یا تلویزیون و غیره… به شکل نیم سوز شدن سیم‌های برق آغاز شده و با کمک جریان مناسب هوا (باد) می‌توانند شعله‌ور شوند (آتش‌سوزی حقیقی). به همین خاطر اگر سوختن همراه با شعله‌ور شدن آتش نباشد، بیمه‌های سوانح آتش‌سوزی اکثراً و طبق قرارداد از پرداخت خسارت، بخصوص در رابطه با سوختن خودروها، خودداری می‌کنند. ارتقاء و تبدیل هدف‌مند حالت نیم‌سوزی به آتش شعله‌ور، آتش‌افروزی محسوب می‌شود و جرم است.[۴][۵]

## خسارات

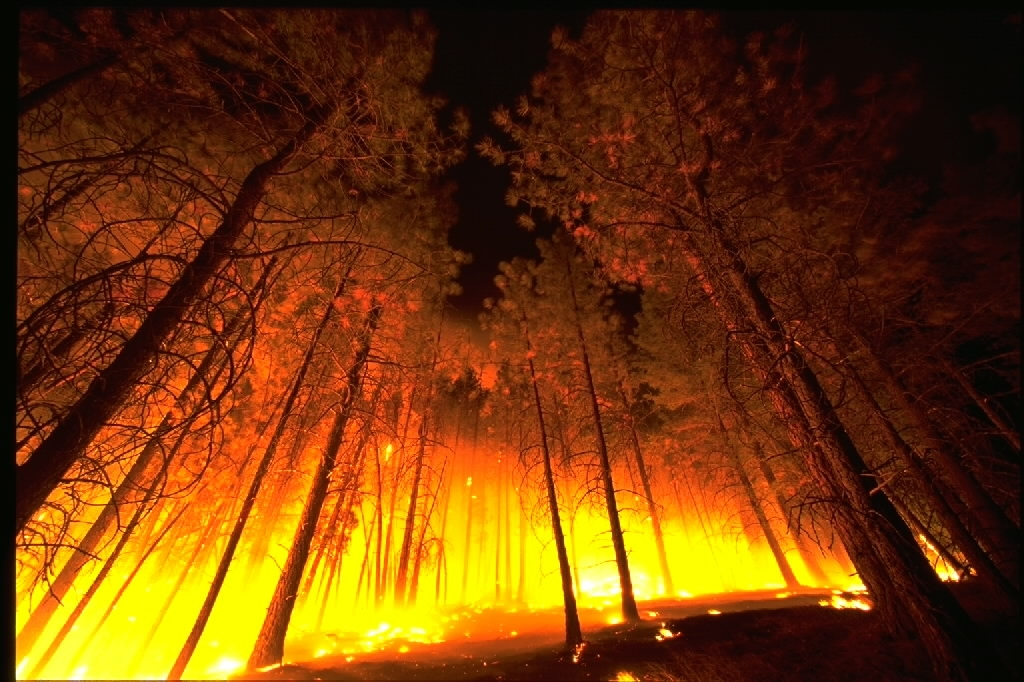
حریق در جنگل

آتش‌سوزی در صورتی که به موقع مهار نشود، موجب خسارات زیادی می‌گردد. گاه آتش‌سوزی، با سایر حوادث طبیعی مثل زلزله همراه بوده یا بلافاصله پس از آن‌ها رخ می‌دهد. در بسیاری از موارد، خسارات حریق ثانویه، حتی بیش از خسارات حادثه اولیه به‌وجود آورنده آن می‌باشد.
طبق نتایج تحقیقات اتحادیه بیمه‌های آلمان (VdS)، در بسیاری موارد عملیات اطفاء حریق به وسیلهٔ آب یا کف‌های ویژه، در مقایسه با خود آتش‌سوزی، صدمات بیشتری ایجاد می‌کند.

## آتش‌سوزی‌های معروف تاریخ

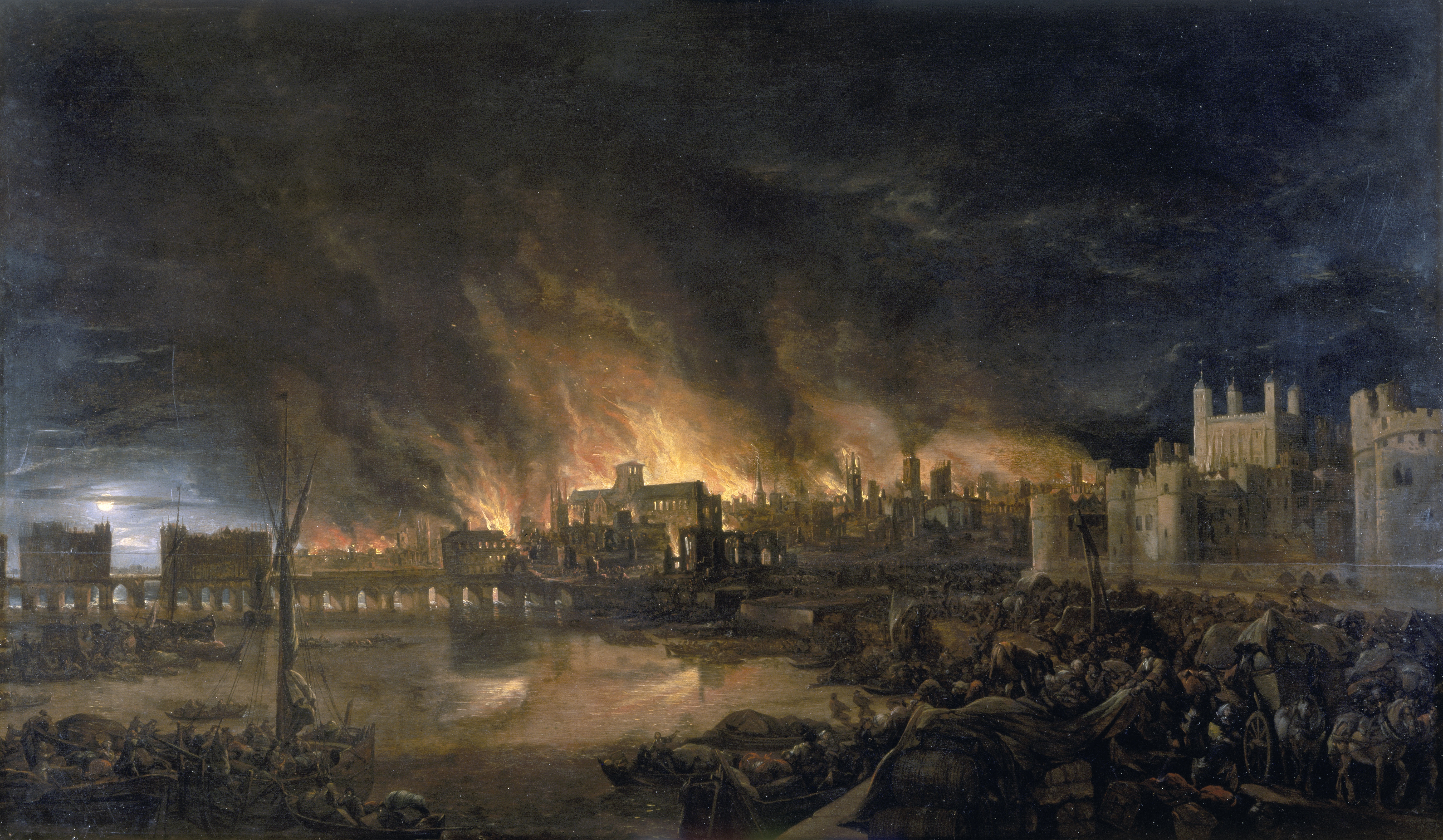
حریق لندن در ۱۶۶۶ میلادی

آتش سوزی های معروف در تاریخ به شرح زیر است:
- آتش‌افروزی در تخت‌جمشید به دست اسکندر
- آتش‌سوزی بزرگ لندن
- آتش‌سوزی سینما رکس
- آتش‌سوزی ساختمان پلاسکو
- آتش‌سوزی برج گرنفل در لندن
- آتش‌سوزی تئاتر ایروکو ۳۰ دسامبر ۱۹۰۳
- آتش‌سوزی مدرسه لندن 18 مارس ۱۹۳۷
- آتش‌سوزی در پارکینگ لیورپول آرنا ۳۱ دسامبر ۲۰۱۷
- آتش‌سوزی کلوپ شبانه نارگیل گرو  ۲۸ نوامبر ۱۹۴۲
- آتش‌سوزی سیرک هارتفورد ۶ ژوئیه ۱۹۴۴
- آتش‌سوزی هتل واینکوف ۷ دسامبر ۱۹۴۶
- آتش‌سوزی بانوی فرشتگان
- آتش‌سوزی هتل ام جی ام در لاس وگاس آمریکا

## پیوندهای تکمیلی
آتش‌افروزی